# Émilien Cabuchet

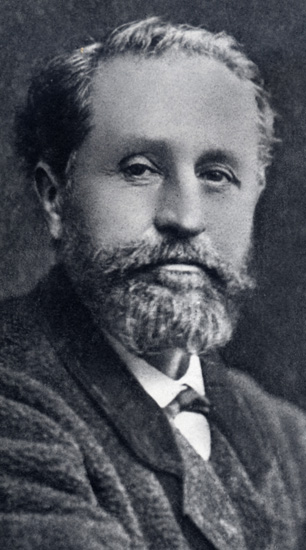
Émilien Cabuchet

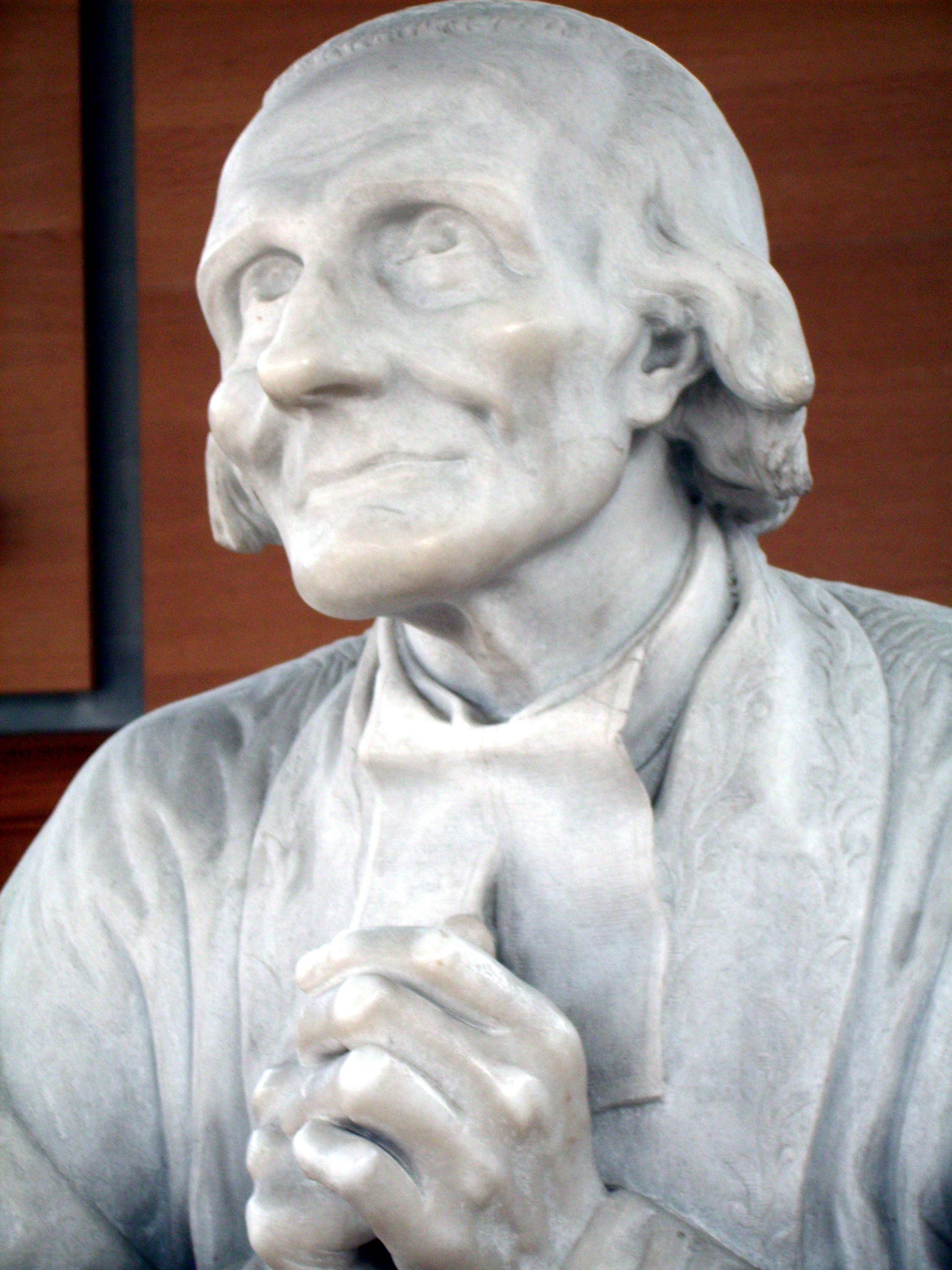
Jean-Marie Vianney, Skulptur in Ars

Émilien Cabuchet (* 1819 in Bourg-en-Bresse; † 24. Februar 1902 in Bourg-en-Bresse) war ein französischer Bildhauer. Er schuf vor allem Statuen religiöser Persönlichkeiten und erreichte dabei oft große seelische Ausdruckskraft.
Cabuchet entstammte einer in der Bresse alteingesessenen Familie von Juristen und Ärzten. Nach dem Besuch von Jesuitenschulen in Chambéry und in Spanien studierte er Zeichnen am Musée des Beaux-Arts in Lyon. Sein Interesse galt jedoch der Bildhauerei. Daher setzte er seine Studien bei Pierre Charles Simart in Paris fort und vollendete sie in Rom. 1877 heiratete er Marguerite de Fresquet. Der Ehe entstammten vier Kinder.
Cabuchet war tief religiös. In Rom ließ er seine Werkzeuge vom Papst segnen. Bekannt machten ihn die Darstellungen Jesu vom Heiligsten Herzen und der gekrönten Muttergottes, beide in der Basilika der Unbefleckten Empfängnis in Lourdes, sowie des hl. Vinzenz von Paul in Châtillon-sur-Chalaronne.
Um sein wohl bedeutendstes Werk, die Statue des später heiliggesprochenen Pfarrers von Ars Jean-Marie Vianney, rankt sich eine eigene Entstehungsgeschichte. Vianney war durch seine aufopferungsvolle und charismatische Arbeit eine Berühmtheit geworden. Die Nachfrage nach Bildern von ihm war groß. Der Pfarrer war jedoch nicht bereit, einem Maler oder Fotografen Modell zu sitzen. Die Porträts von ihm, die dennoch entstanden, nannte er seinen Karneval. 1858 schließlich bat ein Mitbruder Vianneys Cabuchet, nach Ars zu kommen und den Entwurf für eine Büste anzufertigen. Cabuchet kam mit einem bischöflichen Empfehlungsschreiben. Dennoch wies Vianney ihn ab. Daraufhin formte Cabuchet über einen Zeitraum von acht Tagen heimlich in der Kirche ein Wachsmodell, das er schließlich dem Pfarrer zeigte. Dieser akzeptierte es mit den Worten: Ja, das ist kein Karneval. Auf der Basis des Wachsmodells schuf Cabuchet nach Vianneys Tod die Statue, die heute in der neuen Kerzenkapelle in Ars steht. Sie stellt den Heiligen in priesterlicher Chorkleidung kniend im Gebet vor dem Tabernakel dar. Das asketisch abgezehrte Gesicht zeigt eine einzigartige Mischung von selbstvergessener Hingabe und Heiterkeit.